# Želetavka
Želetavka är ett vattendrag i Tjeckien.   Det rinner genom regionerna Vysočina, Södra Böhmen och Södra Mähren, i den sydöstra delen av landet, 160 km sydost om huvudstaden Prag.